# 웨스턴 살롱

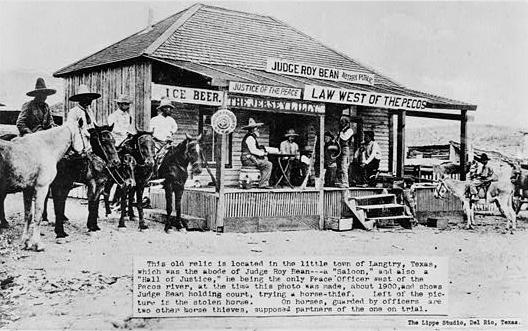
1900년경 미국 텍사스주 랭트리에 있는 로이 빈의 살롱.

웨스턴 살롱(western saloon)은 미국 서부 개척 시대 시절에 유행한 술집이다. 웨스턴 살롱은 주로 모피 무역상, 카우보이, 군인, 나무꾼, 사업가, 무법자, 광부, 도박사 등의 직업을 가진 고객들을 상대로 영업했다.